# スプレー

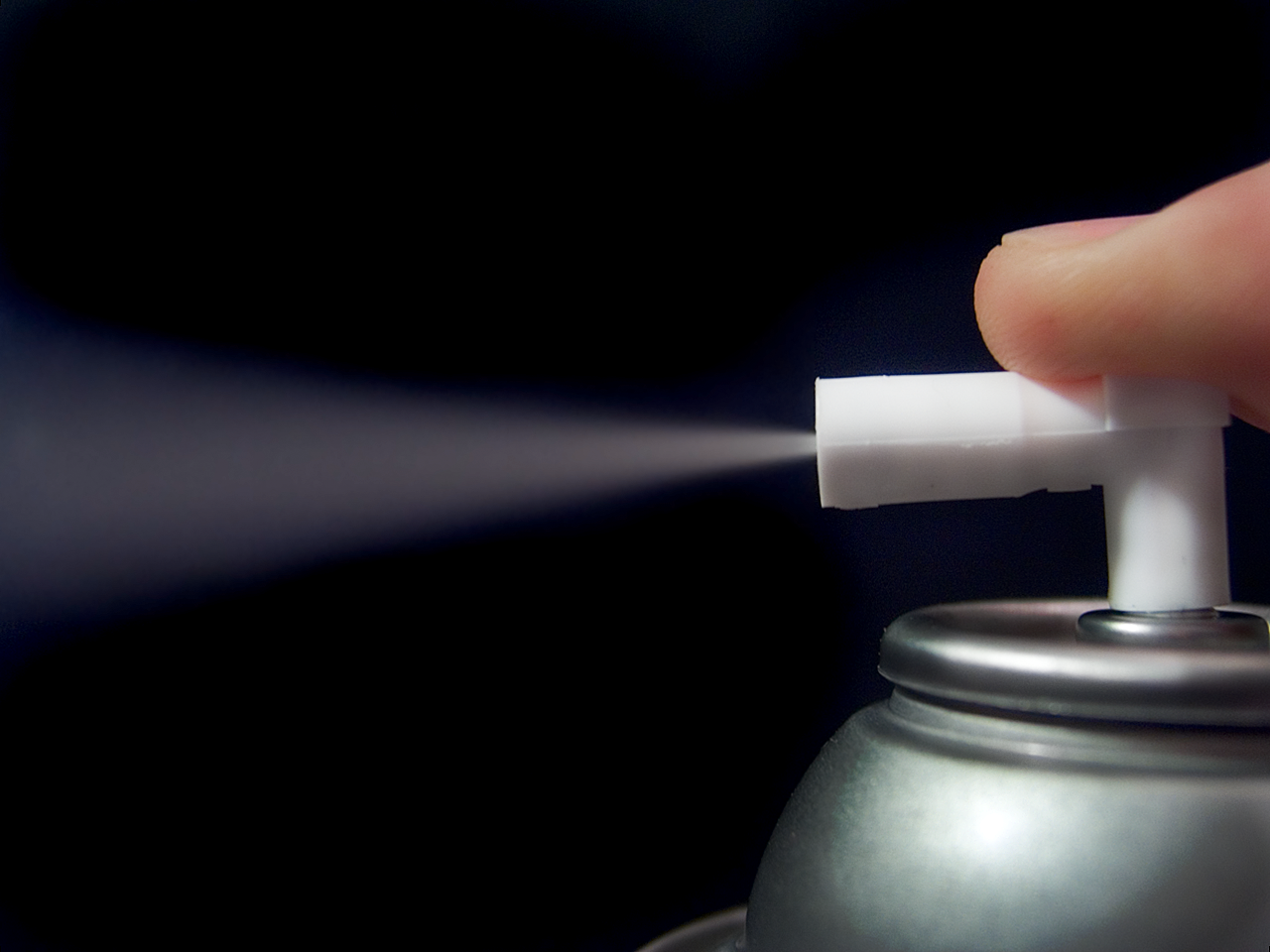
スプレー

スプレー（英語: spray）は、高圧の空気などのガスや機械的な運動(人力、ピエゾ素子など)用いて液体を霧、泡などの状態で噴霧する装置である。液体の種類や噴霧の量などにより、様々な種類のスプレーがある。また駆動源の違いにより缶内の高圧ガスを利用した缶スプレー、電動ポンプなどによる電動スプレー、外部の空気圧を利用したエアスプレーなどがある。エアスプレーのうち、塗装用のものはスプレーガンやエアブラシと呼ばれる。なお、ディーゼルエンジンの燃焼室に燃料を霧状に噴射する噴射ポンプでは、早い時期から圧縮空気を不要としたものが主流となっており、それを「無気噴射方式」と呼んで旧来のものと区別する場合がある。
ここでは缶スプレーについて記述する。

## 概要
圧縮した空気などのガスにより圧力を加えた液体を、ノズルの細い穴から急激に噴出させることにより、液体の微粒子が飛散する。
空気やその他ガスと一緒に密閉容器に閉じ込めたものを全世界的にエアゾール製品と呼び、1920年代に欧州の学者によってプロトタイプに出来上がった（それより古い文献がない）。一般に量産化されたのは第二次世界大戦中に米軍が蚊などの殺虫剤・防虫剤散布に用いた殺虫・虫除けスプレー（Bug Bomb)といわれている。欧州エアゾール連盟（FEA)の定義的には、気化した液化ガスまたは圧縮ガスの圧力によって、内容物を容器の外に自力で霧状や泡状などにして放出させる製品として認知されている。
構造的にアクチュエーターと呼ばれるボタンを押せば、後は自分のエネルギーだけで細かい霧や泡を作り出すことができるのがエアゾール製品の特質であるため、いつでも、どこでもボタンを押すだけで必要に応じて放出量を調節でき、内容物は密閉されていて衛生的、無駄が出ないなどの様々な特長により、過去から現在まで多方面で利用されている。
エアゾール製品は、大きく分けてキャップ、ボタン・バルブ・ディップチューブ、耐圧容器の3つの部分からなる。アクチュエーターと呼ばれるボタンを押してバルブを開くと、容器内で圧力をかけられている原液と噴射剤の混合内容物が、ディップチューブを通ってボタンの孔から一気に放出。放出された内容物は、減圧による噴射剤の急激な膨張によって細かい霧となり、ノズルの形状や内容物によっては泡やジェル、氷などの吐出形態も可能になる。
製品の多くは、使用時にノズルを上にして使用するよう注意書きがある。これは容器を逆さにして使うと、液体が噴出するより先に容器内のガスが無くなり、噴霧ができなくなるからである。なお、エアダスターにおいては、逆さで使用した時の問題点は本項とは異なる。詳細はエアダスター#注意点を参照。

### ガス
ガスとして、以前は不燃性で扱いやすいガスとしてフロンが広く用いられていたが、1980年代に問題化したオゾン層破壊の懸念からの世界的議論を経て、日本でも高圧ガス保安法が改正された。フロンが使用禁止になるとともに、家庭用ではLPGやDMEといった可燃性の液化石油ガスが解禁され、現在の主流ガスとなっている。また、ノズルの改良により、環境にほとんど影響の無い窒素を利用可能としたものもある。化粧水スプレーや日焼け止めスプレーなど、化粧品や医薬品においては、圧縮された窒素（空気）を用いるケースも多い。そのほか、家庭用の一部と工業用製品では、代替フロンや二酸化炭素も使用されているが、地球温暖化係数の高い代替フロンの使用は、喘息薬スプレーほか一部工業用品などのエッセンシャルユースに使用がとどめられている。

### 構造
圧縮ガスを原動力にしているスプレーは、小型化すると噴射力が弱くなりほとんど飛ばなくなる。このため内容量が数ミリリットルのサイズの圧縮ガススプレーは、遠くまで飛ばなくてもよい用途にしか使えない。しかし火薬を原動力にすればこの問題は解決する。スイッチを作動させると、火薬の反応により缶内が急激に高圧状態となり、液体が急速に噴射していくため、数メートルの飛距離が得られる。とはいえ、一回限りの使い捨てとなるというデメリットもある。主な用途としては民間人の護身用催涙スプレーや、小型の防犯機器などの組み込み用スプレーなどがある。例えば物品についているロックを無理に外すと液体が流れるという製品はこれまでもあったが、火薬を利用したスプレーを組み込むことによって、より液体を広範囲に飛散させることができる。当然、圧縮ガス式のスプレーでは大きすぎて組み込めなかった。

## 使用上の注意
スプレー製品につき、フロン、代替フロン充填製品についてはフロンガス、代替フロンガスが火気と反応してフッ化水素その他の有毒ガスを生成する。
可燃ガス充填製品については、可燃性ガスが火気と反応して引火、爆発する。
よって、どちらの製品でも室内での使用は推奨されない。やむを得ず室内で使用する場合は換気を十分にし、ストーブ、ヒーター、エア・コンディショナー等の使用、炊事や給湯用のガスの使用も完全に中断しなければならない。
また、可燃性ガス製品についてはガスの室内残留濃度に注意を払わないと、換気のための換気扇や扇風機などのモーター火花により引火、爆発する（風呂場などで爆発事故例がある）。
機器に使用するもの（エアダスターなど）は、滞留した可燃性ガスがスイッチ、機構やモーターなどの火花で引火、爆発する事があるので、確実に電源プラグをコンセントから抜いて放電させてから使用し、使用後も滞留ガスが十分抜け切るまで電源を繋いではならない。
充填ガスの種類に関わらず、本質は高圧ガス容器であり、室温を越える高温（目安として40℃以上）が長時間続くとガスの膨張により破裂する可能性があり、可燃性ガス製品では引火、爆発する。よって夏場で直射日光が当たり続ける場所や、炎天下での自動車車内、加熱調理器具や暖房器具の近くに置くのは危険である。スプレーの可燃性ガスを原因とした大規模な爆発事故も実際起きている（札幌不動産仲介店舗ガス爆発事故など）。
一般に、内容液の飛沫は広範囲に飛散するので、吸入しないように注意する。防水スプレーは吸い込むと呼吸困難や肺炎を引き起こすことがある。
人体に使用するもの（ヘアスプレーなど）以外は、原則として通風性に優れる戸外、通風設備のある室内、または作業対象物を閉鎖できるブース内で使用する。

## 廃棄時の注意
スプレー（カセットボンベ含む）の廃棄時は完全に使い切ったことを確認して、処理する自治体等の規制に従って排出する。2003年ごろまでは使用済みスプレーを廃棄する場合、火気の無い屋外で缶に穴を空け、ガスを抜くことが一般的だったが、穴を開ける際のケガや引火など副次事故が多いことから、大半の自治体で使いきり・区分廃棄で対応することになった。
2014年の時点でも、ゴミ排出時の穴開けについては必要とする自治体と、ガスを完全に抜く前提で不要な自治体に二分される。この点については、環境省が自治体に対して穴開けをしない方向が望ましいとの指導を継続的に行っている。
なお、こうした廃棄方法が住民に徹底されず、安易に可燃物と一緒にゴミとして出されてしまう例があり、ゴミ収集車内や収容庫内などで爆発炎上する事例が絶えない。また近年製造されるスプレー缶は、使用後に内部のガスを抜くためのガス抜きキャップが付属されていたり、特定の操作を行ったりすることで、ガスがほぼ抜ける機能になっていることが多い。カセットボンベについては、日本ガス石油機器工業会は2007年4月から発熱量が2,000 kcal/h (約2.3kW)以上の全てのカセットコンロに対し、カセットボンベを加熱してガスを使い切るためのヒートパネルの装着を義務化した。